# Niška Tvrdjava

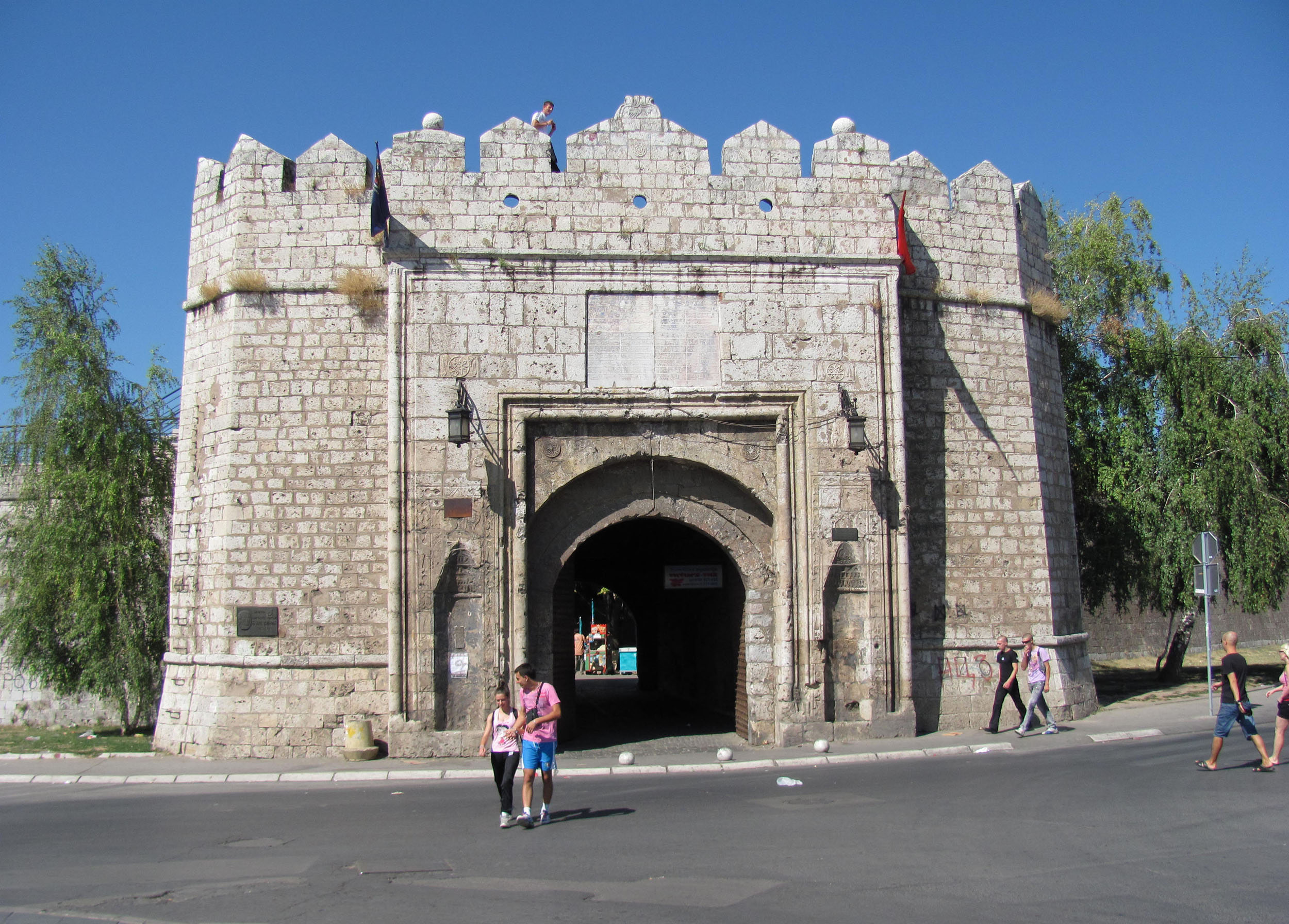
Toegangspoort

Niška Tvrdjava (Servisch: Нишка тврђава) is een verdedigingswerk in de stad Niš, Servië, dat door de Ottomanen is gebouwd op de rechteroever van de rivier de Nišava. Het is een cultureel en historisch monument. De Turken bouwden tussen 1719 en 1723 het huidige fort op de restanten van het oudere fort, dat zo'n tweeduizend jaar oud moet zijn. Het bouwwerk had vijf poorten, waarvan er nog twee goed bewaard zijn gebleven. 